# Стоян Йовев
Стоян Георгиев Йовев е български политически и обществен деец, дългогодишен адвокат в Кюстендил.

## Биография
Роден е в Кюстендил. Завършва право в Софийския университет „Св. Климент Охридски“ (1915). Специализира по наказателни дела, нарежда се сред най-известните адвокати в Кюстендил.
От 1919 г. до 1934 г., с малки прекъсвания, е секретар на околийското бюро на Демократическата партия. През управлението на Народния блок (1931-1934) е избран за народен представител в XXIII ОНС.
Изявява се като културен деец и общественик. Свири на чело, след 1919 г. е председател на музикалното дружество „Кавал“ в Кюстендил. Член е на читалищното настоятелство на читалище „Братство“ в Кюстендил, участва в театралния оркестър през 1920-те и 1930-те години. През 1934-1941 г. е редактор на вестник „Кюстендил“.